# Buchholzia appendiculata
Buchholzia appendiculata är en ringmaskart som först beskrevs av Buchholz 1862.  Buchholzia appendiculata ingår i släktet Buchholzia, och familjen småringmaskar. Arten är reproducerande i Sverige.